# Nižné Rakytovské pliesko
Nižné Rakytovské pliesko nebo Rakytovské plieska I je morénové jezero v dolní části Furkotské doliny ve Vysokých Tatrách na Slovensku. Má rozlohu 0,2230 ha a je 95 m dlouhé a 34 m široké. Dosahuje maximální hloubky 2,3 m. Leží v nadmořské výšce 1307 m.

## Okolí
Přibližně 300 m jihovýchodně se nachází vrchol Rakytovec a 2,4 km na západ Štrbské pleso.

## Vodní režim
Pleso nemá povrchový přítok ani odtok. Náleží k povodí Furkotského potoka jež je přítokem Bílého Váhu. Rozměry jezera v průběhu času zachycuje tabulka:
| Rok     | Měření prováděl   | Rozloha ha | Délka m | Šířka m | Hloubka max.m | Objem m³ |
| ------- | ----------------- | ---------- | ------- | ------- | ------------- | -------- |
| 1935    | Józef Szaflarski  | 0,490      | 111     | 64      | 2,7           | [ 3 ]    |
| 1961–67 | pracovníci TANAPu | 0,222      | 95      | 34      | 2,2           | [ 3 ]    |
| 2005    | Gregor, Pacl      | 0,2230     | [ 3 ]   | [ 3 ]   | 2,3           | 1865     |

## Přístup
Pleso není veřejnosti přístupné. Vede k němu neznačená stezka, která odbočuje ze  zelené turistické značky vedoucí na západ od Štrbského plesa, od kterého je vzdálené přibližně 1 hodinu.